# سحام‌نیوز
سحام‌نیوز، وب‌سایت وابسته به مهدی کروبی، برگرفته از سر حروف ابتدای واژگان «سایت حزب اعتماد ملی» است. در بهار سال ۱۳۸۷، مهدی کروبی با صدور یک حکم، مهدی علی بابایی را به عنوان مدیر روابط عمومی حزب اعتماد ملی منصوب کرد. تا قبل از فعالیت مهدی علی بابایی به عنوان مدیر روابط عمومی، حزب اعتماد ملی دارای یک وب‌سایت اطلاع‌رسانی بود که در اردیبهشت سال ۱۳۸۷ با پیشنهاد مدیر روابط عمومی، مهدی علی بابایی و تصویب مهدی کروبی، نام سحام نیوز برای پایگاه خبری حزب اعتماد ملی انتخاب شد. نخستین سردبیر سایت حزب اعتماد ملی نیز مهدی علی بابایی بود که در ماه‌های اولیه پس از وقایع انتخابات ریاست‌جمهوری ۱۳۸۸ نیز هم‌چنان مسئولیت ادارهٔ سایت را به‌عهده داشت. سردبیر بعدی این وب‌سایت یعنی محمد داوری و دو تن از همکارانش  به دلیل تلاش برای مستندسازی رویدادهای بازداشتگاه کهریزک دستگیر شده و به اتهام نشر اکاذیب به مجازات حبس محکوم شدند.
این سایت، اخبار و بیانیه‌های مهدی کروبی را گزارش می‌داد و پس از حبس خانگی میرحسین موسوی، مهدی کروبی و همسرانشان، به عنوان وب‌سایت اطلاع‌رسانی از وضعیت مهدی کروبی فعالیت می‌کند. این وبگاه در حال حاضر در ایران مسدود شده است.
در ۹ آذر ۱۴۰۲ این خبرگزاری نامش را به‌دلیل استقلال آن از حزب اعتماد ملی به «سهام‌نیوز» تغییر داد. سهام‌نیوز در کانال تلگرامش نوشته بود: «سایت خبری سحام نیوز در سال ۱۳۸۶ و پس از تأسیس حزب اعتماد ملی ایجاد شد که در آن زمان برگرفته از حروف اول «سایت حزب اعتماد ملی» بود. با توجه به اینکه طی سال‌های اخیر حزب اعتماد ملی مجموعه رسانه‌ای خود را راه اندازی کرده است و نیز به دلیل ایجاد تغییراتی «واضح» جهت اعلام عدم وابستگی به حزب اعتماد ملی و نیز دبیرکل اسبق و محصور آن، جناب آقای کروبی؛ ما تصمیم به تغییر نام این رسانه گرفته‌ایم.»

## از سرگیری فعالیت سایت رسمی حزب اعتماد ملی
در تیرماه ۱۳۹۶ طی حکمی از سوی رسول منتجب‌نیا، قائم مقام حزب اعتماد ملی مسئولیت سایت رسمی این حزب به کمیته روابط عمومی حزب اعتماد ملی واگذار شد. سامان سلیمانی مرند، فعال اصلاح‌طلب و مسئول امور رسانه‌ای روابط عمومی حزب اعتماد ملی به عنوان سردبیر این وب‌سایت تعیین و معرفی شد. وب‌سایت اطلاع‌رسانی حزب اعتماد ملی ایران به آدرس www.etemad-melli.com تنها وب‌سایت خبری رسمی وابسته به این حزب است که اخبار، بیانیه‌ها و مواضع حزب از طریق آن اعلام می‌شود. پیش از این، وب‌سایت خبری سحام نیوز مواضع رسمی حزب اعتماد ملی را اعلام می‌کرد که با فیلتر شدن آن طی اعتراض‌ها به نتیجه انتخابات ریاست جمهوری سال ۸۸، هم‌اکنون بیشتر منعکس‌کننده مواضع خانواده مهدی کروبی است.